# 学習者
学習者（がくしゅうしゃ、learner）とは、学習したいという判断と意志を持っている人のことをいう。ここで学習者とは、現に学習しているか否かを問わない。学習者は学習の主体を形成するものであり、その特性から生涯学習、とりわけ成人教育の分野で着目される。

## 概要
学習者は、社会教育・家庭教育・学校教育などにおける生涯学習での主体とされる。おおむね、幼稚園から大学院までの学校制度の中で学ぶものに限られず、図書館・博物館・公民館などを通じて学ぶものや、家庭で自己学習している者も学習者である。
特に生涯学習行政・社会教育行政においては、学ぶ者のことをしばしば学習者と呼び、行政文書においても学習者と記されているのが通例である。
授業を受ける者であっても、彼らが必ずしも自分からは学ぶ能力がないということになるのかというと必ずしもそうではない。授業を運営する教師などは学習支援者とも捉えることができ、すでに学ぶことの必要性・意味を重々承知している人にとっては、学ぶのに必要不可欠な存在であるとは言い切れない。